# 15510 Phoeberounds
A 15510 Phoeberounds (ideiglenes jelöléssel 1999 TF127) a Naprendszer kisbolygóövében található aszteroida. A LINEAR projekt keretében fedezték fel 1999. október 4-én.